# Hylomys dorsalis
Hylomys dorsalis ist eine Art der Kleinen Rattenigel innerhalb der Igel (Erinaceidae). Sie kommt im nördlichen Borneo vor und bewohnt verschiedene Landschaften in mittleren bis höheren Berglagen. Die Tiere repräsentieren größere Vertreter der Gattung und zeichnen sich durch ein typisches spitzmausartiges Erscheinungsbild aus. Besonderes Kennzeichen stellt ein schwarzer Rückenstreifen dar. Die Lebensweise ist nur wenig erforscht. Aktivitäten finden zu mehreren Tageszeiten statt. Als hauptsächliche Nahrung dienen Insekten und Regenwürmer, zudem auch Früchte. Tragende Weibchen wurden in der Jahresmitte beobachtet. Erstmals wissenschaftliche Erwähnung fand Hylomys dorsalis im Jahr 1888. Die Form galt aber zumeist als Unterart des Kurzschwanz-Rattenigels, erst seit dem Jahr 2023 ist sie als eigenständige Art anerkannt.

## Merkmale

### Habitus
Hylomys dorsalis ist ein großer Vertreter der Kleinen Rattenigel. Seine Kopf-Rumpf-Länge beträgt 11,0 bis 15,0 cm, der Schwanz wird 1,1 bis 2,6 cm lang. Die Ohren sind 1,2 bis 2,4 cm lang. Das Körpergewicht variiert zwischen 46 und 75 g. Äußerlich entsprechen die Tiere anderen Vertretern der Gattung und weisen so ein spitzmausartiges Erscheinungsbild auf. Das Körperfell ist am Rücken und an den Seiten einheitlich bräunlich gefärbt. Ausgewachsene Individuen haben von April bis August eine ebenfalls bräunliche Bauchseite. Ansonsten ist diese zumeist etwas heller. Artspezifisch tritt ein schwarzer Rückenstreifen auf, der zwischen den Ohren beginnend über den Nacken bis etwa zur Rückenmitte verläuft. Er kann deutlich, aber auch verwaschen sein. Entsprechend der Körperfärbung zeigt sich der Schwanz gleichfalls zweifarbig. Typisch sind zudem die langen Nägel der Vorderfüße. Die Hinterfüße werden 2,4 bis 2,8, mit Krallen bis 3,2 cm lang.

### Schädel- und Gebissmerkmale
Der Schädel ist 34,9 bis 38,4 mm lang. Am Hirnschädel wird er 14,9 bis 16,3 mm breit und 9,6 bis 10,1 mm hoch. Das Rostrum streckt sich über eine Länge von 16,1 bis 18,1 mm und wirkt insgesamt schmal. Die Einschnürung hinter den Orbita ist weniger eng als bei anderen Kleinen Rattenigeln. Auffallend sind außerdem die langen Nasenbeine, die durchschnittlich 14 mm messen. Zudem tritt ein gut entwickelter Processus supraorbitalis auf. Die Unterkieferlänge beträgt 23,6 bis 26,6 mm.
Wie bei allen Kleinen Rattenigeln besteht das Gebiss aus der vollständigen Zahnanzahl der Höheren Säugetiere. Die Zahnformel lautet daher: {\displaystyle {\frac {3.1.4.3}{3.1.4.3}}}. Die Bezahnung erscheint vor allem im hinteren Abschnitt vergleichsweise grazil. Der innere obere Schneidezahn ist vergrößert. Er verfügt außerdem über ein kleines hinteres Höckerchen und steht weniger schräg nach vorn orientiert als etwa bei Hylomys vorax oder beim Kurzschwanz-Rattenigels (Hylomys siullus). Der zweite obere Schneidezahn neigt sich hingegen nach hinten. Der erste und dritte obere Prämolar sind etwa gleich groß. Die obere Zahnreihe misst 17,5 bis 19,0 mm in der Länge, davon beanspruchen die letzten vier Zähne 7,7 bis 8,6 mm. Beim ähnlich großen Hylomys maxi ist dieser Wert durch die robusteren Molaren deutlich höher. Die Länge der unteren Zahnreihe schwankt zwischen 16,7 und 18,4 mm.

## Verbreitung und Lebensraum
Hylomys dorsalis kommt in Südostasien vor und bewohnt dort den nördlichen Teil der Insel Borneo. Die Tiere sind in mittleren bis höheren Gebirgsregionen anzutreffen. Am Gunung Kinabalu, dem höchsten Berg der Insel, sind sie in Höhenlagen zwischen 1480 und 3143 m über dem Meeresspiegel anzutreffen, am Gunung Trus Madi zwischen 1510 und 2620 m. Weitere Belege stammen vom Gunung Tambuyukon in rund 2050 m Höhe, vom Gunung Alab in 1800 bis 1950 m Höhe und vom Gunung Murud in rund 2100 m Höhe. Als Habitate dienen verschiedene Landschaften wie Bergwälder, Grasgebiete an Waldrändern oder felsige Regionen, einzelne Tiere fanden sich des Weiteren unter Baumstämmen oder Wurzeln in Flussnähe beziehungsweise in feuchten Eichenwäldern, aber auch in Blumenbeeten in der Umgebung menschlicher Ansiedlungen.

## Lebensweise
Die Lebensweise von Hylomys dorsalis ist nur wenig untersucht. Aktivitäten der Tiere wurden zu verschiedenen Tageszeiten dokumentiert, so am Morgen zwischen 08.15 und 10.00 Uhr, nachmittags von 12.00 bis 19.00 Uhr und sowohl zur Abenddämmerung und nachts. In Untersuchungen zur Raumnutzung in der Crocker Range und am Gunung Kinabalu ließen sich einzelne Individuen in rund 155 m Entfernung zueinander feststellen bei Varianzen von 90 bis 220 m. In den jeweiligen Transekten fand sich immer nur ein Männchen, aber jeweils mehrere Weibchen und Jungtiere. Dies lässt auf sich überlappende Aktivitätszonen und/oder auf elterliche Fürsorge um den Nachwuchs schließen. Analysierte Mageninhalte vom Gunung Kinabalu und vom Gunung Trus Madi bestanden überwiegend aus Insekten, darunter Raupen, Tausendfüßern sowie Larven von Käfern, und zusätzlich aus Regenwürmern. Die Tiere fressen jedoch auch Bananen und Maniok. Trächtige Weibchen mit zwei Embryonen wurden Mitte Juli und stillende Muttertiere im späten August und Dezember beobachtet. Vereinzelt fanden sich im März Männchen und Weibchen gemeinsam in Fallen.

## Systematik
Hylomys dorsalis ist eine Art aus der Gattung der Kleinen Rattenigel (Hylomys), die insgesamt sieben Vertreter einschließt. Die Gattung wiederum gehört zur Familie der Igel (Erinaceidae) und wird innerhalb dieser zur Unterfamilie der Rattenigel (Galericinae) gestellt. Die Rattenigel zeichnen sich im Vergleich zu den Stacheligeln (Erinaceinae) durch ein weicheres Fell sowie durch ein eher spitzmausartiges äußeres Erscheinungsbild aus. Die Kleinen Rattenigel vereinen hierbei kleinere Angehörige der Rattenigel, die ein bräunliches Fell von borstiger bis moderat weicher Struktur besitzen. Nach molekulargenetischen Analysen erfolgte die Trennung der beiden Unterfamilien bereits im Unteren Eozän vor rund 53 Millionen Jahren. Eine stärkere Aufspaltung der Rattenigel begann im Oberen Eozän vor etwa 37 Millionen Jahren. Die Linie der Kleinen Rattenigel formte sich genetisch bereits im ausgehenden Unteren Miozän vor etwa 16,8 Millionen Jahren heraus, ihre Diversifizierung setzte allerdings erst im ausgehenden Oberen Miozän vor 7,8 Millionen Jahren ein. Die Art Hylomys dorsalis steht als Schwesterform einer Klade gegenüber, die sich aus Hylomys maxi und Hylomys vorax zusammensetzt. Beide Formen sind im westlichen Teil des Sundagebietes verbreitet. Die gesamte Gruppe formte sich im Unteren Pliozän vor 4,9 Millionen Jahren heraus. In das nähere Verwandtschaftsumfeld gehört zusätzlich der Zwergrattenigel (Hylomys parvus).
Die wissenschaftliche Erstbeschreibung von Hylomys dorsalis erstellte Oldfield Thomas im Jahr 1888. Hierbei handelte es sich lediglich um eine kurze mehrzeilige Notiz. Eine genauere Darstellung wurde im Jahr darauf von Thomas veröffentlicht. Er stufte seine neue Form als Unterart des Kurzschwanz-Rattenigels (Hylomys siullus) ein. Als Holotyp fungiert ein männliches Individuum vom Gunung Kinabalu im Nordosten der Insel Borneo. Er wurde dort von John Whitehead in einer Höhe von rund 2430 m über dem Meeresspiegel aufgesammelt. Als besonderes Kennzeichen hob Thomas den dunkleren Mittelstreifen hervor. Laut seiner Aussage hielt es Fredericus Anna Jentink von der Universität Leiden, wo das Belegexemplar des Kurzschwanz-Rattenigel aufbewahrt wird, nicht für erforderlich, eine Unterart von diesem abzutrennen. Für die nächsten 130 Jahre blieb der status quo erhalten, so unter anderem in den Standardwerken Mammal Species of the World aus dem Jahr 2005 und im achten Band des Kompendiums Handbook of the Mammals of the World aus dem Jahr 2018. Allerdings wurde bereits in den 1990er Jahren vermutet, dass es sich um eine eigene Art handeln könnte, was sich sowohl morphologisch als auch genetisch begründen ließ. Erst weitere Untersuchungen diesbezüglich, veröffentlicht im Jahr 2023, führten dann zur Anerkennung von Hylomys dorsalis als selbständige Art.

## Bedrohung und Schutz
Hylomys dorsalis wird von der IUCN nicht als eigenständig angesehen, sondern innerhalb des Kurzschwanz-Rattenigels geführt. Dessen Gesamtbestand listet die Naturschutzorganisation als ungefährdet. Für Hylomys dorsalis liegen keine genauen Angaben vor. Die Art ist weit verbreitet im nördlichen Borneo, jedoch weitgehend auf Bergwälder oberhalb von 1000 m über dem Meeresspiegel beschränkt, welche stärker vom globalen Klimawandel betroffen sind. Sie kommt in mehreren Schutzgebieten vor, unter anderem im Nationalpark Kinabalu, im Nationalpark Mulu und im Nationalpark Pulong Tau.